# Monterey County
Monterey County er et amt beliggende i den vest-centrale del af den amerikanske delstat Californien, med kystlinje til Stillehavet. Hovedbyen i amtet er Salinas. I år 2010 havde amtet 415.057 indbyggere.

## Historie
Amtet blev grundlagt 18. februar 1850 som ét af Californiens oprindelige amter. I 1874 blev noget af arealet i øst givet til San Benito County.

## Geografi
Ifølge United States Census Bureau er Montereys totale areal på 9.767,0 km², hvoraf de 1.163,2 km² er vand. 

### Grænsende amter
- San Luis Obispo County - syd
- Kings County - sydøst
- Fresno County - sydøst
- San Benito County, - øst
- Santa Cruz County - nord

### Byer i Monterey
| - Salinas - Carmel-by-the-Sea - Del Rey Oaks - Gonzales - Greenfield - King City | - Marina - Monterey - Pacific Grove - Sand City - Seaside - Soledad |